# VP6
TrueMotion VP6 — это видеокодек, созданный компанией On2 Technologies в развитие кодеков VP3 (позднее выпущенный как Theora) и VP5. Прямой конкурент MPEG4-ASP кодеков (известными представителями которых являются DivX и Xvid), на малых битрейтах даёт заметно лучшую картинку, чем все кодеки семейства ASP. Был выпущен в свободное распространение в VfW (Video for Windows) интерфейсе, однако в данный момент на сайте компании On2 он отсутствует (тем не менее, в сети можно отыскать прежнюю версию кодека, а декодер доступен в свободно распространяемой библиотеке libavcodec). Некоторая доля фильмов в сети закодирована именно VP6.
В настоящее время взамен него On2 предлагает усовершенствованную версию — VP7.
Популярный в последнее время формат Flash Video использует в качестве одного из основных вариантов кодирования VP6. Также может использоваться в JavaFX.

## Формат
Используется арифметическое кодирование с 16-битными словами.
Размер макроблока 16х16 пикселей.

## Профили
Поддерживается 3 режима
- VP60 (Simple Profile),
- VP61 (Advanced Profile)
- VP62 (Heightened Sharpness Profile).